# Марко Мілун
Марко Мілун (хорв. Marko Milun, 28 вересня 1996, Спліт) — хорватський боксер, призер Європейських ігор серед аматорів.

## Аматорська кар'єра
На Європейських іграх 2019 завоював бронзову медаль.
- В 1/16 фіналу переміг Клементе Руссо (Італія) — 5-0
- В 1/8 фіналу переміг Алексєя Заватіна (Молдова) — 5-0
- У чвертьфіналі переміг Міхеіла Бахтидзе (Грузія) — 5-0
- У півфіналі програв Віктору Вихристу (Україна) — RSC

На чемпіонаті світу 2019 програв у другому бою Річарду Торрезу (США).
На чемпіонаті світу 2021 і на Європейських іграх 2023 програв у першому бою.